# کتابخانه مرکزی خرم‌آباد
کتابخانه مرکزی خرم‌آباد بزرگ‌ترین کتابخانه شهر خرم‌آباد است که ساخت آن از سال ۱۳۸۵ و با در نظر گرفتن بودجه ۳ میلیارد تومانی آغاز شده است. مساحت این کتابخانه ۸٬۱۰۰ مترمربع می‌باشد. این کتابخانه سرانجام در روز دهم شهریورماه سال ۱۴۰۲ به بهره‌برداری رسید.